# Muntanya de la Vila
La Muntanya de la Vila és una muntanya de 352 metres que es troba al municipi de Valls, a la comarca de l'Alt Camp.